# 아인실렘

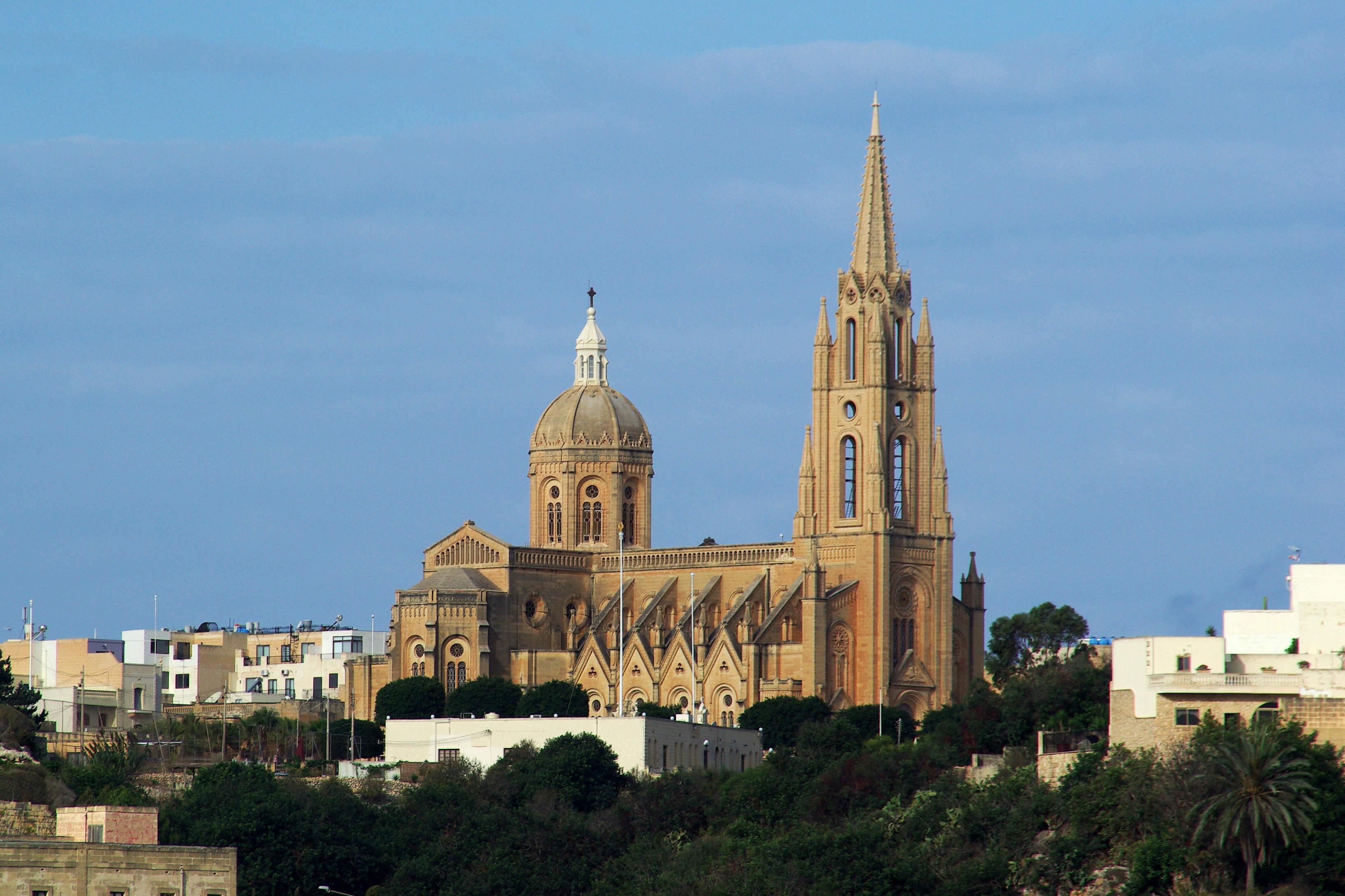
아인실렘에 있는 교회의 모습

아인실렘의 위치

아인실렘(몰타어: Għajnsielem)은 몰타 고조섬 남동부 연안에 위치한 도시로 면적은 7.2km2, 인구는 3,260명(2011년 3월 기준), 인구 밀도는 450명/km2이다. 도시 이름은 몰타어로 "평화로운 봄"을 뜻한다. 몰타섬과 고조섬 사이에 위치한 섬인 코미노섬, 코미노토섬은 아인실렘에 속한다.

시기
시 문장